# Rancho de Vera
Rancho de Vera är en ort i Mexiko.   Den ligger i kommunen Palmar de Bravo och delstaten Puebla, i den sydöstra delen av landet, 170 km öster om huvudstaden Mexico City. Rancho de Vera ligger 2 152 meter över havet och antalet invånare är 111.
Terrängen runt Rancho de Vera är kuperad åt sydost, men åt nordväst är den platt. Runt Rancho de Vera är det tätbefolkat, med 383 invånare per kvadratkilometer. Närmaste större samhälle är Palmarito Tochapán, 2,4 km nordost om Rancho de Vera. Trakten runt Rancho de Vera består till största delen av jordbruksmark.